# Okahumpka, Florida
Okahumpka, Florida (енгл. Okahumpka) насељено је место без административног статуса у америчкој савезној држави Флорида.

## Демографија
По попису из 2010. године број становника је 267, што је 16 (6,4%) становника више него 2000. године.
| Група             | 2000.       | 2010.       |
| Белци             | 247 (98,4%) | 212 (79,4%) |
| Афроамериканци    | 2 (0,8%)    | 9 (3,4%)    |
| Азијати           | 0 (0,0%)    | 1 (0,4%)    |
| Хиспаноамериканци | 2 (0,8%)    | 32 (12,0%)  |
| Укупно            | 251         | 267         |